# Stygnomimus
Stygnomimus is een geslacht van hooiwagens uit de infraorde = Grassatores.
De wetenschappelijke naam Stygnomimus is voor het eerst geldig gepubliceerd door Roewer in 1927. 

## Soorten
Stygnomimus omvat de volgende 2 soorten:
- Stygnomimus conopygus
- Stygnomimus malayensis